# Chiche-kebab
 (mars 2021).
Si vous disposez d'ouvrages ou d'articles de référence ou si vous connaissez des sites web de qualité traitant du thème abordé ici, merci de compléter l'article en donnant les références utiles à sa vérifiabilité et en les liant à la section « Notes et références ».
Le chiche-kebab ou chichekébab (en turc : şiş kebap) est un kebab à base de viande de mouton sur une brochette.

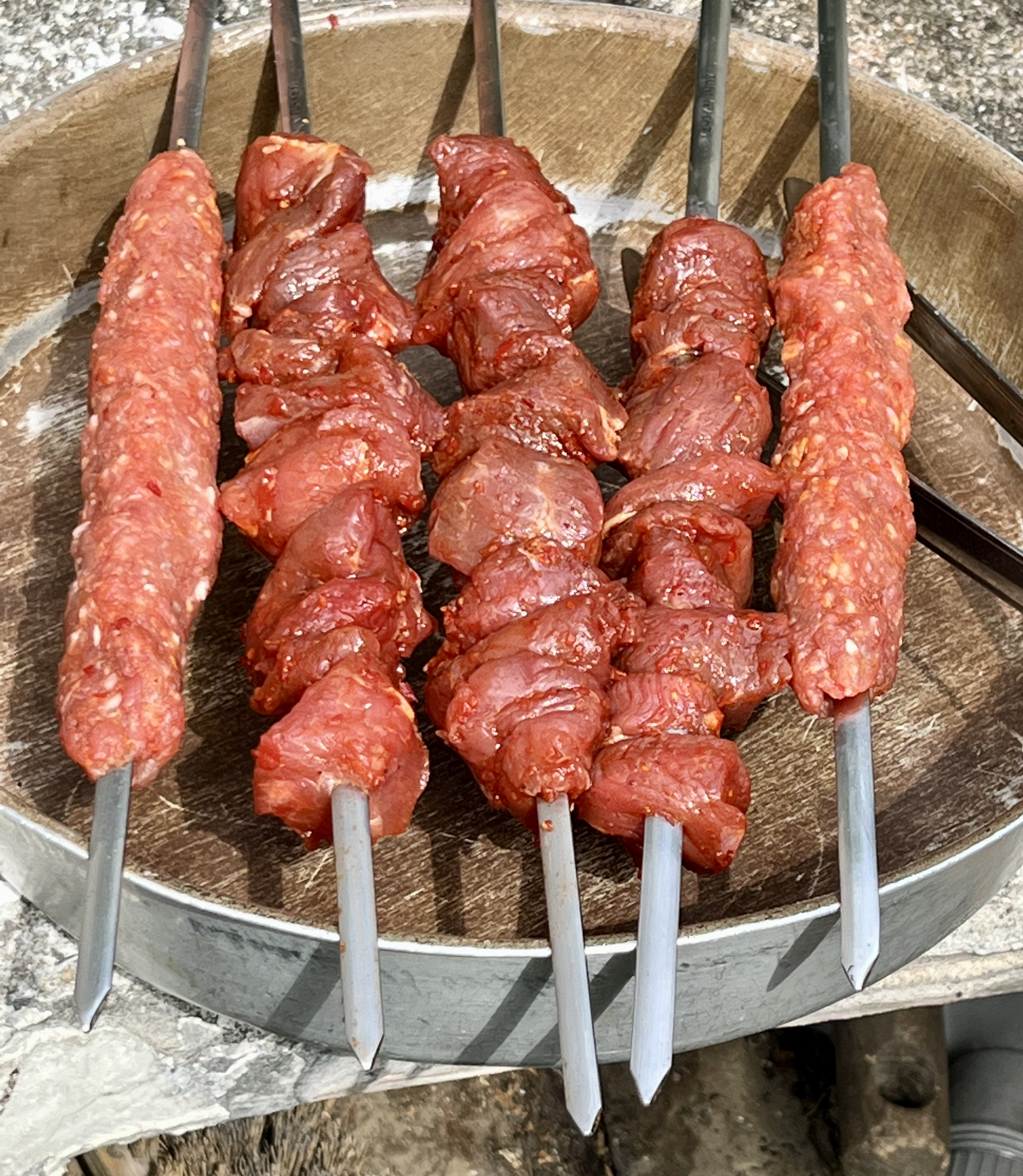
Brochettes de chiche-kebab avant cuisson.

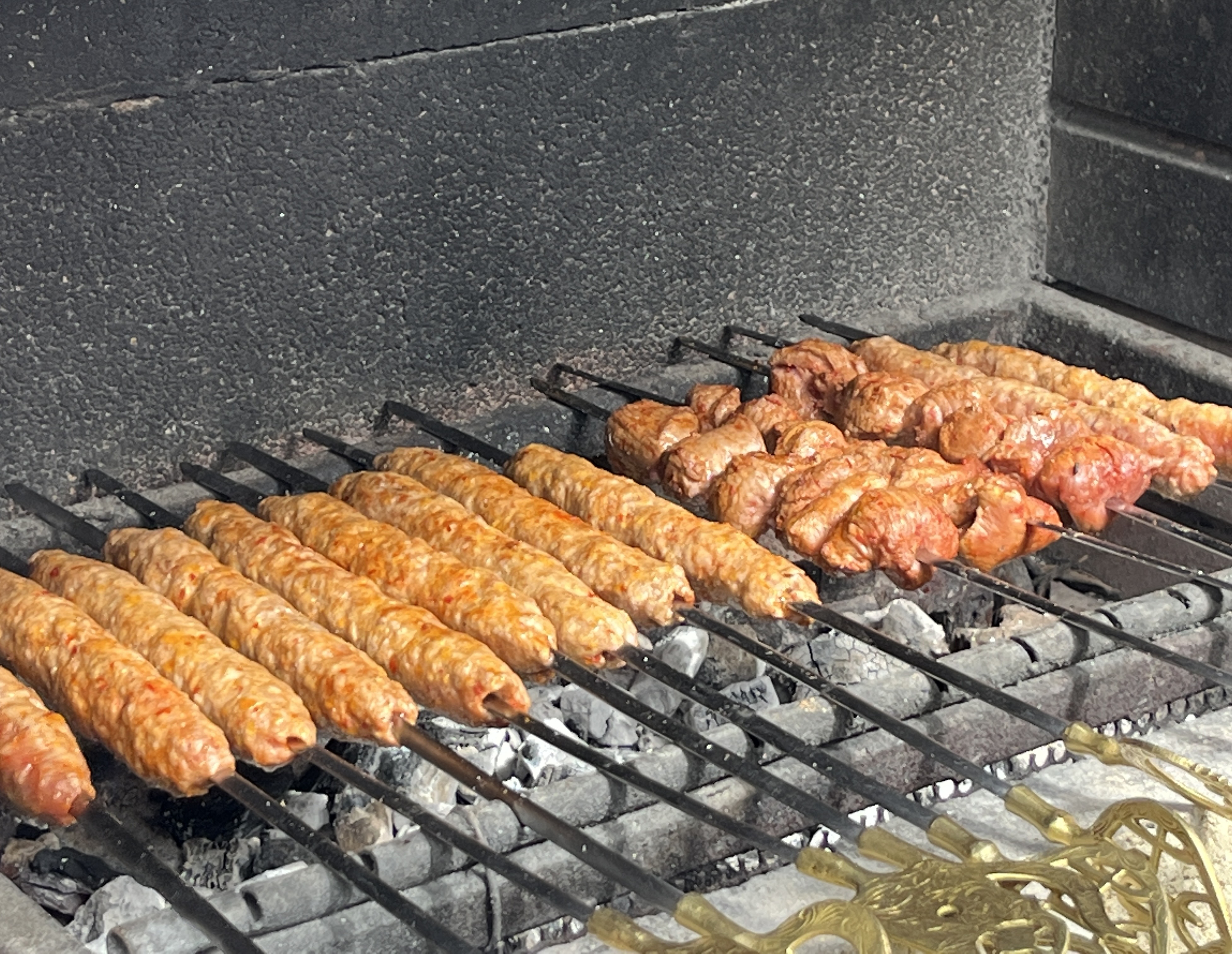
Chiche-kebab au barbecue (au charbon de bois).

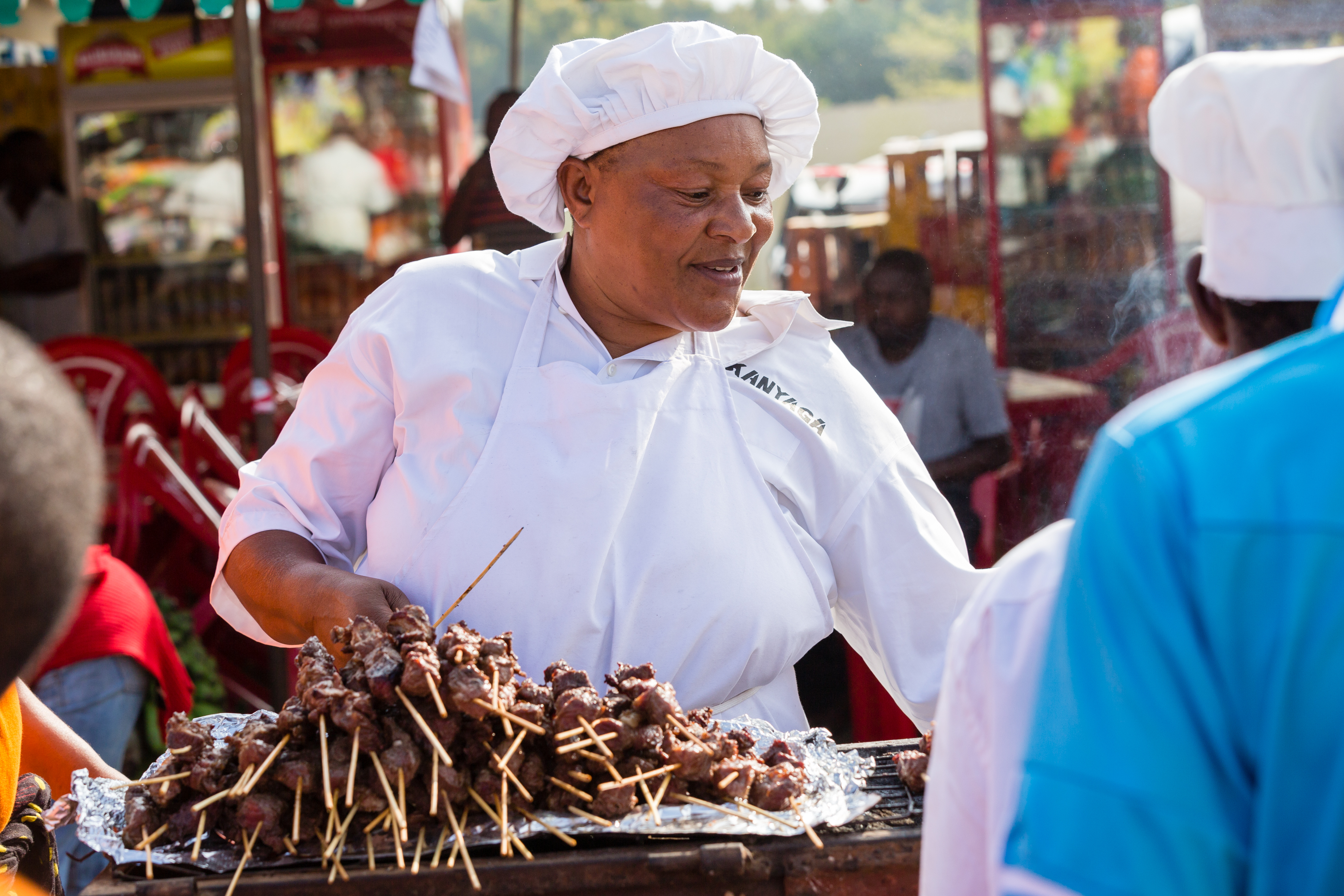
Vente de chiches-kebabs en Tanzanie.

En turc, şiş désigne la broche sur laquelle est cuite la viande.
Aux États-Unis, l'appellation kebab désigne généralement cette variété. 